# Mexx
A Mexx egy ruhaipari vállalat, melynek az egész világon megtalálhatóak üzletei. A cég férfi, női és gyermek termékeket forgalmaz. A márka 2001 óta a Liz Claiborne Inc. leányvállalata.

## Rövid történet
Az 1970-es években egy Rattan Chadha nevű divattervező Hollandiában próbálta értékesíteni ruháit. 1980-ban megalapított egy férfi és egy női márkát: a Mustache-t, és az Emanuelle-t. 1986-ban azonban a két márkanevet összevonta: M (Mustache) + E (Emanuelle) + XX (a Kiss Kiss rövidítése), így hozva létre a MEXX márkát. 
1990-ben beindult a Mexx Kids, majd 1996-ban a Babymexx forgalmazása.
Az idők során hatalmas vállalattá nőtte ki magát a Mexx, s már jelenleg a világ több, mint 65 országában van jelen, s több, mint 6000 embert foglalkoztat világszerte. 
2001-ben felvásárolta a Liz Claiborne Inc., az amerikai divatcég, 264 millió dollárért.
Legfőbb vetélytársa a spanyol Inditexhez tartozó Zara, és a svéd H&M.